# Acalyptris limonii
Acalyptris limonii is een vlinder van de familie van de dwergmineermotten (Nepticulidae), van de onderfamilie van de Nepticulinae. De wetenschappelijke naam van deze soort is voor het eerst voorgesteld door Aleš Laštůvka en Zdenĕk Laštůvka in een publicatie uit 1998.
De spanwijdte bedraagt bij het mannetje 4,1 tot 4,6 millimeter en bij het vrouwtje 4,8 tot 5,0 millimeter.

## Voorkomen
De soort komt voor in de kustgebieden van Kroatië en Griekenland.

## Biologie
De rups leeft op Limonium vulgare L.. Het ei kan zowel op de bovenkant als de onderkant van het blad worden afgezet. De rups leeft in en van het blad en vormt zo een vraatspoor in de vorm van een gangetje dat een gangmijn wordt genoemd. De uitgang van de mijn zit aan de bovenkant van het blad. De verpopping vindt plaats in een witte cocon, meestal gesponnen aan de onderzijde van het blad, tegen een nerf.